# Oligosoma ornatum
Espèce
Synonymes
- Tiliqua ornata Gray, 1843
- Leiolopisma ornatum (Gray, 1843)
- Cyclodina ornata (Gray, 1843)

Oligosoma ornatum est une espèce de sauriens de la famille des Scincidae.

## Répartition
Cette espèce est endémique de l'île du Nord en Nouvelle-Zélande.

## Publication originale
- Gray, 1843 : Descriptions of the reptiles and Amphibia hitherto observed in New Zealand. Travels in New Zealand, J. Murray, London, vol. 2, p. 202-206 (texte intégral).